# フランツ・フォン・バイエルン (1875-1957)
フランツ・フォン・バイエルン（ドイツ語：Franz von Bayern, 1875年10月10日 - 1957年1月25日）は、バイエルン王国の王族、軍人。

## 生涯
バイエルン王ルートヴィヒ3世とその妃であるオーストリア＝エステ大公女マリア・テレジアの間の三男として、バイエルンのシュタルンベルクにあるロイトシュテッテン城に生まれた。全名はフランツ・マリア・ルイトポルト（Franz Maria Luitpold）。フランツは初めバイエルン王国軍第2歩兵連隊 (de) の連隊長を務めていたが、第一次世界大戦が始まる直前にバイエルン王国第3歩兵旅団 (de) の旅団長に昇進し、後に第4歩兵旅団長に転任している。フランツは第4歩兵旅団を率いてドゥオーモン要塞 (en) やケンメルベルク (en) などでの戦い、そしてパッシェンデールの戦いで勝利している。
フランツは長い戦争において優れた統率力を示し、1916年5月25日にはその戦功によりマックス・ヨーゼフ軍事勲章の騎士級勲章を受け、4か月後の1916年10月28日にはバイエルン王国第4歩兵師団全体の司令官に昇格した。フランツは1918年春にはマックス・ヨーゼフ軍事勲章の司令官級勲章を、1918年5月16日にはプロイセン王国の最高軍事勲章であるプール・ル・メリット勲章を受けた。しかしバイエルン王国第4歩兵師団は1918年夏のソンムの戦いで大規模な死傷者を出し、痛手から立ち直れないままイタリア戦線での国境防衛任務に回され、終戦までその任務にあたった。
フランツは1957年1月25日にシュタルンベルクのロイトシュテッテン城で死去し、ミュンヘンのザンクト・ミヒャエル教会に葬られた。

## 結婚と子女
1912年7月12日、フランツはバーデン・バイ・ウィーンのヴァイルブルク城において、クロイ公爵家の当主カール・アルフレートの娘イザベラと結婚した。夫妻は6人の子女をもうけた。
- ルートヴィヒ（英語版）（1913年 - 2008年）　1950年、従妹のバイエルン王女イルミンガルト（英語版）[注釈 1]と結婚
- マリア・エリーザベト（1914年 - 2011年）　1937年、ヴァソウラス系ブラジル帝室家長ペドロ・エンリケと結婚
- アーデルグンデ（1917年 - 2004年）　1948年、ズデンコ・フォン・ヘニンヒ＝オーキャロル男爵と結婚
- エレオノーレ・テレーゼ（1918年 - 2009年）　1948年、ヴァルトブルク＝ツァイル侯子コンスタンティン（1909年 - 1972年）と結婚
- ドロテア（フランス語版）（1920年 - 2015年[1]）　1938年、ハプスブルク＝トスカーナ大公家家長ゴットフリート（英語版）[注釈 2]と結婚
- ラッゾ（フランス語版）（1926年 - 2011年[2]）　1955年、オーストリア＝トスカーナ大公女テレーザ（1931年 - ）[注釈 3]と結婚